# Davide Rota
Davide Rota (Luino, 21 febbraio 1959 – Castelveccana, 23 ottobre 2014) è stato uno scrittore e attore italiano.

## Biografia
Nato a Luino, iniziò già in giovane età a mostrare interesse per il mondo teatrale e a frequentarlo, avvantaggiato anche dal fatto di essere cugino di Dario Fo, negli spettacoli del quale ebbe le prime esperienze attoriali, diventandone poi anche assistente alla regia.
Frequentò alla Civica Scuola di Arte Drammatica del Piccolo Teatro di Milano e il corso di laurea in DAMS dell'Università di Bologna. Lavorò anche coma autore di programmi in Mediaset e in Radio Rai.
Nel 1995 pubblicò con la Arnoldo Mondadori Editore Curs de lumbard per terùn: corso di lingua lombarda per meridionali ed extracomunitari, con cenni storici e geografici (poi riedito nel 1997 negli Oscar Bestsellers), il primo di una serie di libri che satireggiavano l'humus culturale dal quale si originavano le istanze autonomiste e indipendentiste molto sentite in Lombardia negli anni Novanta. A questo sarebbero succeduti nel corso degli anni Padania fai da te. Guida pratica alla secesiùn, Curs de lumbard per balùba, balabiòtt e cinés cumpres, No money, no cry e D'uomo sapiens – De lumbardi eloquentia. Uno spettacolo teatrale tratto da Curs de lumbard per terùn, andato in scena ad Arona nel 2007, suscitò polemiche a causa del suo contenuto.
Collaborò anche con Jacopo Fo, che illustrò alcuni dei suoi libri e con cui nel 2000 scrisse a quattro mani Il mio angelo custode si é suicidato, e si occupò di tematiche ecologiche con articoli pubblicati sulla stampa locale e col volume Se il pianeta si ribella, uscito nel 2009.
Morì per un malore nella sua casa di Caldé all'età di 55 anni.

## Opere
- Davide Rota, Curs de lumbard per terùn: corso di lingua lombarda per meridionali ed extracomunitari, con cenni storici e geografici, illustrazioni di Jacopo Fo e Paolo Tarabocchia, Biblioteca umoristica Mondadori, Milano, Mondadori, 1995.
- Davide Rota, Padania fai da te: guida pratica alla secesiùn, illustrazioni di Paolo Tarabocchia, Biblioteca umoristica Mondadori, Milano, Mondadori, 1996.
- Davide Rota, Il pirla del 2000. Fenomenologia dell'italiota medio, illustrazioni di Paolo Tarabocchia, Biblioteca umoristica Mondadori, Milano, Mondadori, 1997.
- Jacopo Fo e Davide Rota, Il mio angelo custode si é suicidato, Edizioni Nuovi Mondi, 2000.
- Davide Rota, Star Tresh, Milano, Pratiche, 2000.
- Davide Rota, Usa & Jetta: sogni e incubi dal pianeta Terra, con un intervento di Dario Fo, Civitella in Chianti, Ed. Zona, 2007.
- Davide Rota, Se il pianeta si ribella: come salvare la Terra dall'apocalisse ecologica, Civitella in Chianti, Ed. Zona, 2009.
- Davide Rota, Curs de lumbard per balùba, balabiòtt e cinés cumpres, illustrazioni di Paolo Tarabocchia, Biblioteca umoristica Mondadori, Milano, Mondadori, 2010.
- Davide Rota, D'uomo sapiens – De lumbardi eloquentia, Milano, UR Editore, 2012.
- Davide Rota, No money, no cry. Risate contro la nuova casta, illustrazioni di Paolo Tarabocchia, Biblioteca umoristica Mondadori, Milano, Mondadori, 2012.